# Церква Сурб Аствацацин (Великі Сали)
Церква Сурб Аствацацин (рос. Церковь Сурб Аствацацин) — храм у селі Великі Сали, М'ясниковський район, Ростовська область. Належить до Вірменської апостольської церкви, Ново-Нахічеванська і Російська Єпархія Вірменської Апостольської Церкви.
Адреса: Росія, Ростовська обл., Мясниковского район, с. Великі Салы, вул. Леніна.

## Історія
Згідно з указом імператриці Катерини Другої від 9 березня 1778 року, що стосується переселення вірмен на Дон, їм дозволялося будівництво церков і проведення в них обрядів за національними законами і звичаями, підкоряючись тільки Эчмиадзинскому католікосу — Верховному патріарху всіх вірмен. Переїхавши на нові землі, вірмени почали зводити церкви.
У 1848 році парафіяни села Великі Салы, серед яких були і вірмени, вирішили побудувати цегляну церкву. У 1860 році розпочалося її будівництво. У 1867 році церква була побудована. Проект церкви в Нових Салах був зроблений Таганрозьким архітектором Муратовим. Проект церкви затвердив Католікос Всіх Вірмен Нерсесом V (1843-1857). Після його смерті сприяння будівництву надавав Католикос Матевос I (1858-1865). Після закінчення будівництва в 1867 році Католикос Геворк IV (1866-1882) освятив церкву.
У 1938 році церква була закрита, частина її майна продавали через місцевий магазин.

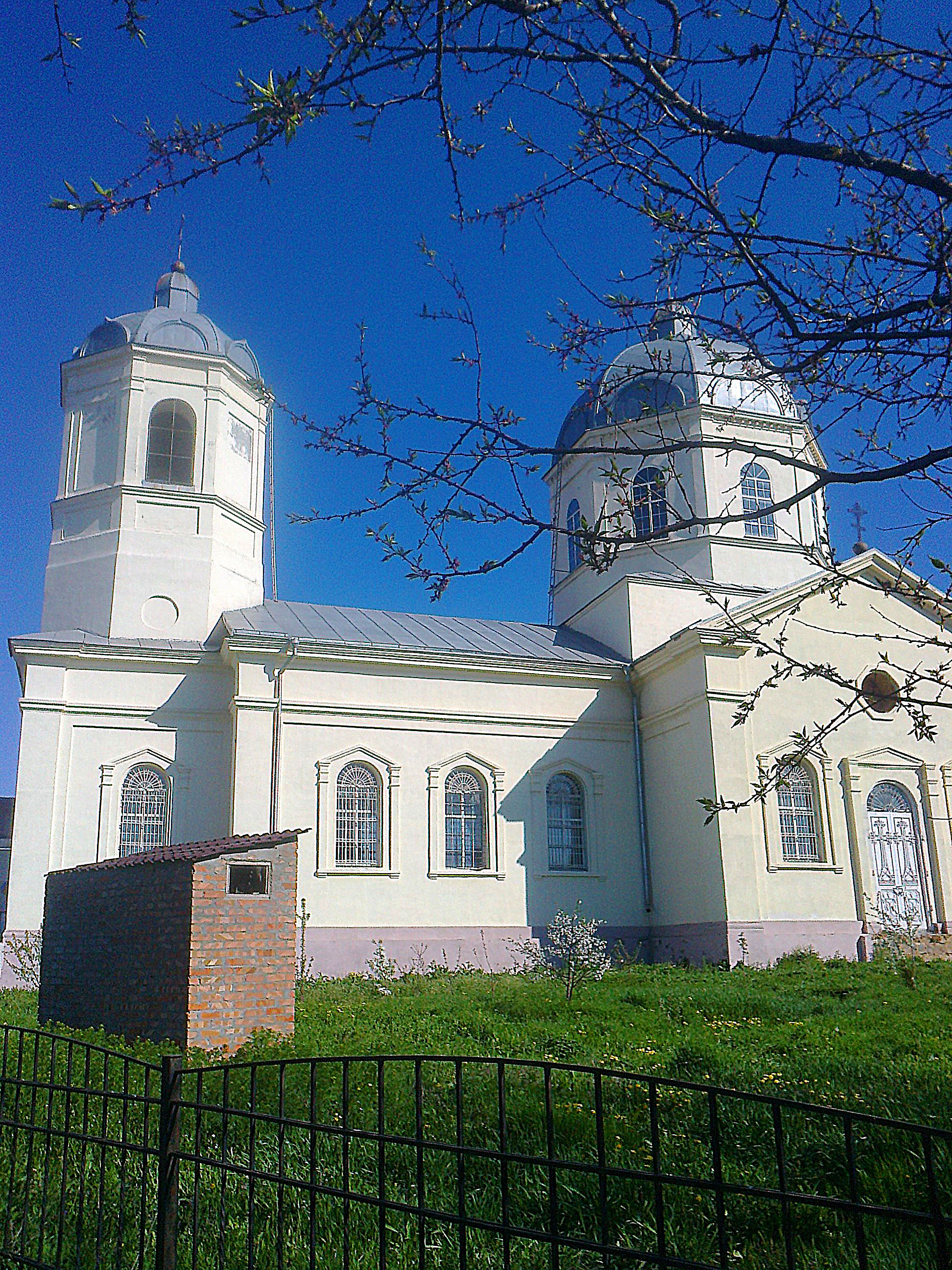
Церква Сурб Аствацацин

У роки Великої Вітчизняної війни церква сильно постраждала, а її будівля колгосп використовував під зерносховище.
До кінця війни в 1945 році церква знову стала діючою. У селі 3 травня 2001 року була зареєстрована релігійна організація «Церква Сурб Аствацацин». У цьому ж році почалося відновлення будівлі церкви, до 2003 року був відновлений купол і частина стіни церкви. Парафіяни знайшли і повернули до храму частково загублені після війни Образу Святих і церковне начиння.
У 2008 році церква Сурб Аствацацин була повністю відновлена. 7 вересня цього року Верховний патріарх і Католікос всіх вірмен Гарегін II освятив церкву.
26 вересня 2011 року в селі була увічнена пам'ять жертв репресованих священнослужителів храму і вчителів парафіяльної школи церкви Сурб Аствацацин. У селі їм був споруджений меморіальний пам'ятник — хрест.

## Архітектура
Особливістю архітектури будівлі церкви є відсутність портиків перед північним і південним фасадами, як і виступає на східному фасаді вівтарної апсиди. 
Подовжений західний рукав храму надає будівлі форму грецького хреста. На західній стіні інтер'єру перебували неширокі дерев'яні хори, відсутні на сьогоднішній день. Інтер'єр церкви в свій час був розписаний фресками, які на сьогоднішній день втрачено.
Дзвіниця своїми розмірами і висотою підпорядкована об'єму церкви.

## Священнослужителі
У 2004 році висвячений у сан священика і призначений настоятелем церкви Сурб Аствацацин.